# King Island, Myanmar
King Island är en ö i Myanmar.   Den ligger i regionen Taninthayiregionen, i den södra delen av landet, 800 km söder om huvudstaden Naypyidaw. Arean är 450 kvadratkilometer.
Terrängen på King Island är kuperad. Öns högsta punkt är 768 meter över havet. Den sträcker sig 41,7 kilometer i nord-sydlig riktning, och 20,2 kilometer i öst-västlig riktning.